# 李恒滙
李恒滙（Li Hang Wui，1985年2月15日－），生於香港，香港足球運動員，目前效力曼徹斯特業餘球隊Konger FC，司職後衛，持有亞洲足協A級教練牌照。

## 球員生涯
李恒滙生於香港，出身於流浪青年軍，於2002年加盟香港08首度在甲組亮相，又於2004年轉投公民。
直到2006年再轉會加盟傑志，惟未幾便被外借至港會一季後被傑志收回。於2010年再度被外借予大中，於2011年轉會加盟晨曦。李恒滙曾經擔任香港奧運隊隊長，於2010年首次入選香港足球代表隊出戰省港盃。
2023年，移民英國的李恒滙復出加盟由當地港人在曼徹斯特建立的低組別聯賽球會Konger FC。

## 國際賽生涯
| # | 日期          | Venue                  | Opponent | Result | Goals | Competition  |
| - | ------------- | ---------------------- | -------- | ------ | ----- | ------------ |
| 1 | 2010年10月4日 | 印度巴勒瓦帝綜合體育場 | 印度     | 1–0    | 0     | 國際友誼賽   |
| 2 | 2011年2月9日  | 馬來西亞莎阿南體育場   | 马来西亚 | 0–2    | 0     | 國際友誼賽   |
| 3 | 2011年9月30日 | 台灣國家體育場         | 菲律賓   | 3–3    | 0     | 2011年龍騰盃 |
| 4 | 2011年10月2日 | 台灣國家體育場         | 澳門     | 5–1    | 0     | 2011年龍騰盃 |
| 5 | 2011年10月4日 | 台灣國家體育場         | 中華臺北 | 6–0    | 0     | 2011年龍騰盃 |

## 教練生涯
李恆匯曾在2018/19球季任李志堅副手帶領大埔贏下港超聯冠軍。2021/22球季，他於理文出任助教。
2022/23球季，大埔新一季起用李恆匯為主教練。

## 家庭生活
李恒滙於2012年6月2日與女朋友結婚。2023年，李恆滙與家人移民離開香港，移民去英國。

## 外部連結
- 香港足球總會網頁球員註冊資料 （页面存档备份，存于）